# Яковлев, Александр Васильевич (генерал-майор)
Александр Васильевич Яковлев (? — 1843 или 1844) — генерал-майор Русской императорской армии; комендант Свеаборга.

## Биография
Родился в конце XVIII века; происходил из дворян. На службу Яковлев поступил из кадет Императорского военно-сиротского корпуса (позднее Павловский кадетский корпус) и 4 сентября 1805 года был произведён в подпоручики в Роченсальмский артиллерийский гарнизон.
В 1806 году Александр Васильевич Яковлев находился в командировке для набора рекрутов в корпус генерала Фёдора Фёдоровича Буксгевдена участвующий в четвёртой коалиционной войне и за удачное выполнение этого поручения получил Высочайшее благоволение.
Через год, по распоряжению начальства, А. В. Яковлев был переведен в артиллерийскую полуроту при 3-м морском полку. Произведенный в поручики 21 января 1809 года, он был переведён командованием в артиллерийскую полуроту, состоявшую при 2-м морском полку (4 февраля 1811 года).
В чине штабс-капитана Яковлев А. В. принимал участие в Отечественной войне 1812 года, находясь в действующем в пределах России корпусе графа П. Х. Витгенштейна.
24 декабря 1812 года Александр Васильевич Яковлев был произведён командованием в капитаны и с 1813 по 1814 год находился в Варшавском герцогстве.
Назначенный в 1817 году командиром батарейной № 44 роты 23-й артиллерийской бригады, Яковлев в следующем году был переведен во 2-ю артиллерийскую бригаду, в батарейную № 3 роту, с назначением её командиром, и 17 июня 1818 года был произведён в подполковники.
12 июля 1826 года Яковлев был назначен командиром 23-й артиллерийской бригады и её батарейной № 1 роты. За отличие по службе он был награждён чином полковника (1827), а в 1832 году назначен командующим 1-й бригадой 19-й пехотной дивизии, с оставлением по артиллерии. По расформировании же этой дивизии в новый состав Яковлев был назначен состоять по артиллерии и находиться в распоряжении Его Императорского Высочества генерал-фельдцейхмейстера Михаила Павловича.
22 февраля 1834 года Александр Васильевич Яковлев был назначен командиром 19-й артиллерийской бригады.
За отличие по службе Яковлев был произведён в генерал-майоры 3 марта 1835 года с назначением командующим 2-й бригадой 15-й пехотной дивизии, а 1 июля 1835 года был назначен комендантом в крепость Свеаборг, с оставлением по артиллерии.
За усердное попечение о вверенных ему нижних чинах и за ревностные заботы о них Яковлев неоднократно удостаивался высочайших благоволений, денежных наград, орденов и благодарностей от командующего отдельным финляндским корпусом генерал-адъютанта графа А. А. Закревского и командующего войсками в Финляндии князя А. С. Меншикова.
Умер в конце 1843 или январе 1844 года. Исключён из списков Высочайшим приказом от 23 января 1844 года.

## Награды
- Высочайшее благоволение;

- Орден Святого Георгия 4-й степени за 25 лет выслуги в офицерских чинах (№ 4804; 25.12.1833);
- Орден Святого Владимира 3-й степени (28.12.1837);
- Орден Святого Станислава 1-й степени (14.04.1840);
- Знак отличия беспорочной службы за XXXV лет.

## Комментарии
1. ↑  Год рождения, указанный в Русском биографическом словаре — 1796, по-видимому, ошибочный, поскольку не соответствует последующим датам биографии.